# Àmfiro
Àmfiro (en grec antic Ἀμφιρὼ o Αμφιρω) va ser una oceànide, una de les 3.000 filles d'Oceà i de Tetis, tots dos titans.
Àmfiro era germana d'altres oceànides com ara Doris, Estix, Clímene, Eurínome, Electra i Metis. El seu nom només consta a la Teogonia d'Hesíode.